# Morzyczyn (West-Pommeren)
Morzyczyn is een plaats in het Poolse district  Stargardzki, woiwodschap West-Pommeren. De plaats maakt deel uit van de gemeente Kobylanka en telt 859 inwoners.

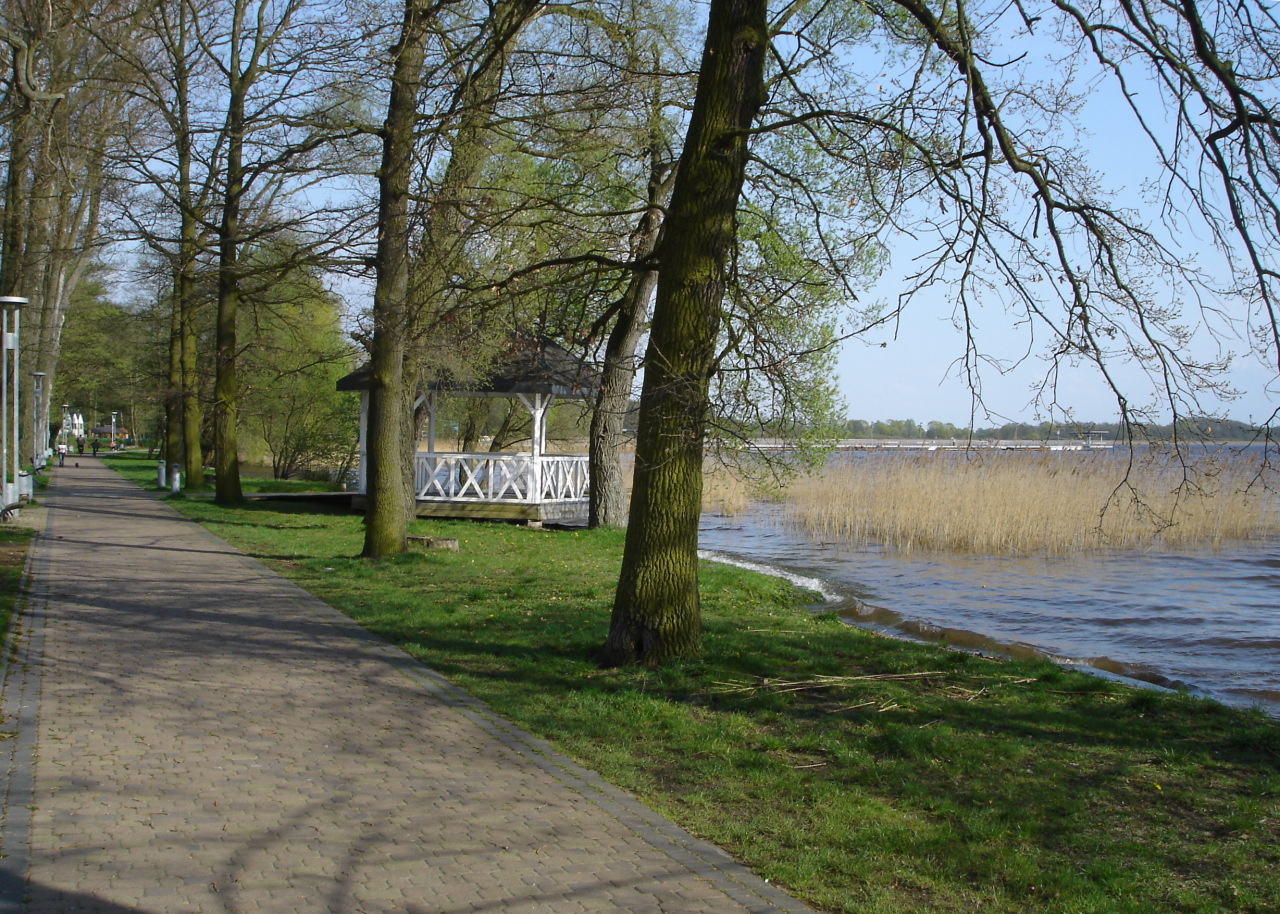
Promenade